# Татарстан (телерадиокомпания)
Государственная телевизионная и радиовещательная компания «Татарстан» (тат. «Татарстан» ДТРК) — филиал ФГУП «Всероссийская государственная телевизионная и радиовещательная компания» в Республике Татарстан.

## История
Казанская студия телевидения была открыта в 1959 году. Но телевидение появилось ещё в 1955 г. До конца 70-х годов эфир был чёрно-белым. Первыми дикторами телевидения были : Абдулла Дубин, Иркэ Сакаева, Айрат Арсланов, Лия Загидуллина. С 1959 года, Татарстанское Телевидение находится по адресу : Город Казань, улица Шамиля Усманова, дом 9. Казанская студия телевидения входила в состав Государственного комитета ТАССР по телевидению и радиовещанию до 1992 года.
Однако начиная с 1980 года телевидение в Татарской АССР стало цветным благодаря новым технологиям. Создаются разноплановые программы на русском и татарском языках.
В 1992 году образована ГТРК «Татарстан». Закупается новая техника. Начинается переход на компьютерную технику. Среди знаменитых программ тех лет: утренняя программа ,, Чулпан'',  программа Лии Загидуллиной ,, Ханым'',  программа Гульнары Зинатуллиной ,, Иртә тугел сон тугел''.  
В середине 90-х создается канал «ТРТ» (Татарское радио и телевидение), который в начале 2000-х переходит на канал «Россия» и переименовывается в «Россия-Татарстан».
В феврале 1998 года,  после того, как произошёл скандал, связанный с тем, что глава Аппарата Президента РТ - Халяф Низамов, потребовал от Председателя ГТРК - Наиля Хуснутдинова, вырезать острые моменты из речи Президента РТ - Минтимера Шаймиева, на заседании Государственного Совета РТ, что тот и сделал, факт критики обнаружил лично Шаймиев, и своим указом уволил Хуснутдинова, а на эту должность был назначен директор службы новостей телекомпании ,, Эфир'' - Ильшат Аминов.  С 1998 года по 2002 год -  ГТРК ,, Татарстан'', подчинялось Правительству Татарстана, а руководство, несмотря на требования Председателя ВГТРК - Михаила Швыдкого а затем и Олега Добродеева , категорически отказывалась входить в холдинг ВГТРК.  В 1998 году было подписано соглашение, согласно которому до 2000 года, телерадиокомпания продолжает работу, до создания своего телеканала. 25 августа 2000 года начинается пробное вещание телеканала ТРТ на отдельной от РТР частоте. В дальнейшем, до 2002 года он осуществлял вещание совместно с новообразованным телеканалом ,,ТНВ''.  После назначения экс пресс - секретаря Президента РТ - Ирека Муртазина в мае 2002 года, началось постепенное вхождение ГТРК в холдинг ВГТРК. В 2002 году основана Республиканская  телерадиокомпания ,,Татарстан - Новый Век'', во главе с бывшим председателем ГТРК - Ильшатом Аминовым. Коллектив был поделен на 2 части, одна осталась на ГТРК, другая ушла на ТНВ. Например, на ТНВ, ушёл легендарный татарстанский тележурналист, который работал в компании с 1983 года - Ильфат Абдрахманов. Положение ГТРК ухудшилось, когда вся техника, перешла в подчинение ТНВ.  В сентябре 2002, Ирек Муртазин подал в отставку с занимаемой должности, Президент РТ - Минтимер Шаймиев, отставку не принял. После создания ,,ТНВ'' политическое руководство РТ, перестало воспринимать ГТРК,  как главное СМИ Республики, отдавая преимущество ,,ТНВ''  или   телекомпании ,, Эфир''. 
24 октября 2002 года, когда в Москве происходил террористический акт на Дубровке, в эфире телерадиокомпании «Татарстан», председатель ГТРК в то время - Ирек Муртазин провёл передачу, в которой приняли участие представители татарских националистических организаций. Во время этой передачи некоторые из гостей передачи выражали сочувствие боевикам и обвинили в теракте не боевиков, а российское руководство. Сам Муртазин отмечал, что происходящее на Дубровке похоже на «акт отчаяния людей, которые хотят заставить федеральный центр сесть за стол переговоров». Через полтора месяца после этой программы Муртазин уволился с должности председателя ГТРК «Татарстан».[источник не указан 2201 день]. Лишь в 2003 году, во многом благодаря этому случаю, были выделены деньги на финансирование  телекомпании.  22 декабря 2004 года Федеральное Унитарное Предприятие ВГТРК приняло решение о создании филиала в Республике Татарстане.  В 2005 году  ГТРК ,,Татарстан'',  становится филиалом ВГТРК, и была ликвидирована указом Президента Татарстана. Оркестр ГТРК ,, Татарстан'', который обеспечивал музыкальное сопровождение телевизионных концертов,  перешёл в подчинение Министерству Культуры РТ.

## Теле- и радиоканалы
- Телеканал «Россия-1 Татарстан»
- Телеканал «Россия-24 Татарстан»
- Радиоканал «Радио России Татарстан»

## Руководители ГТРК
- Хайруллин Ильгиз Калимуллович (1982 - 1992)
- Сагитов, Тауфик Камартдинович (1992—1996)
- Хуснутдинов, Наиль Кадырович (1996—1998)
- Аминов, Ильшат Юнусович (1998—2002)
- Муртазин, Ирек Минзакиевич (июнь-ноябрь 2002)
- Сибгатуллин, Айрат Миннемуллович (2002—2011)
- Гималтдинов, Фирдус Салихович (с 2011)